# Герб Ровеньків
Герб Ровенькі́в — герб міста Ровеньки Луганської області.
Затверджений 4 червня 2003 року рішенням № 9/290 IX сесії міської ради XXIV скликання.

## Опис
«На перетятому зелено-чорному полі чорний квадрат у срібному сяйві; на срібному бічнику зліва — три червоні дуби з жолудями у стовп. Щит вписано в срібний картуш, увінчаний срібною мурованою короною. Під картушем срібні кирка та кайло, покладені навхрест і перевиті зеленою стрічкою з червоною та чорною смужками і білим написом „Ровеньки“.»

## Символізм
За перші сто років існування головним заняттям жителів були хліборобство та вівчарство, друге сторіччя — час бурхливого розвитку вугледобувної промисловості. Тому щита поділено на зелене (донецькі степи, землеробство) та чорне (підземні надра і вугледобування) поля.
Чорний квадрат — символ вугілля — займає центральне місце в гербі. Особливу роль в історії міста відіграє Гримучий ліс. Він розташований у центрі поселення. Вік деяких дубів у лісі сягає 120 років. Гримучий ліс у гербі позначено трьома фігурами старого дуба. Червоний дуб означає боротьбу за життя, героїчні трудові і бойові подвиги, муку, кров. Дуб із жолудями — це символ могутності, сили і твердості».
Автори — О.Житниченко, А. В. Закорецький, К.Кравченко, С.Картишкіна.

## Історія

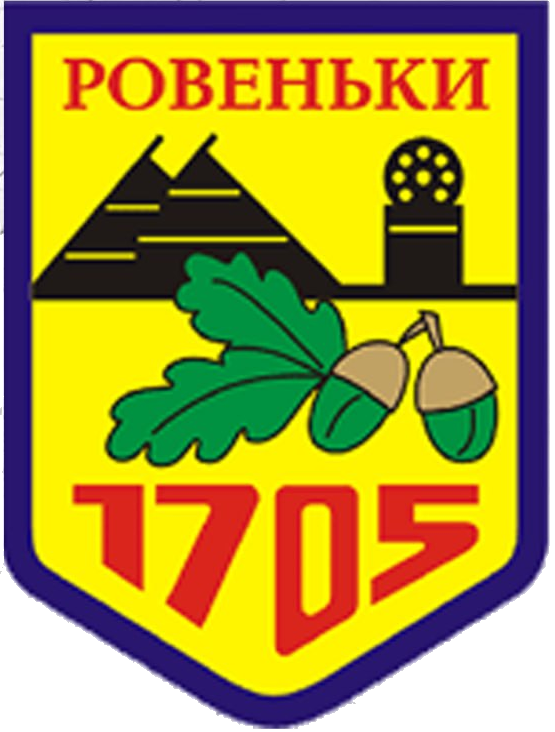
Герб 1997 року

Герб міста Ровеньки було затверджено рішенням міської ради від 29 липня 1997 року. 